# Mistrovství Evropy ve fotbale hráčů do 21 let 1996
Mistrovství Evropy ve fotbale hráčů do 21 let 1996 bylo 10. ročníkem tohoto turnaje. Vítězem se stala italská fotbalová reprezentace do 21 let, která tak získala třetí titul v řadě. Turnaj také sloužil jako kvalifikace na olympijský turnaj 1996 v Atlantě, kam se kvalifikovalo pět nejlepších celků (s výjimkou týmů ze Spojeného království, které se na OH kvalifikovat nemohly).

## Kvalifikace
Hlavní článek: Kvalifikace na Mistrovství Evropy ve fotbale hráčů do 21 let 1996
Celkem 44 týmů bylo rozlosováno do osmi skupin po šesti, resp. pěti týmech. Ve skupinách se utkal každý s každým doma a venku. Vítězové skupin postoupili do vyřazovací fáze hrané systémem doma a venku. Semifinále, zápas o 3. místo a finále se hrálo jednozápasově v pořadatelské zemi.

## Vyřazovací fáze

### Čtvrtfinále
| Domácí v 1. zápase | Celkem | Hosté v 1. zápase | 1. zápas | 2. zápas |
| ------------------ | ------ | ----------------- | -------- | -------- |
| Maďarsko           | 3:4    | Skotsko           | 2:1      | 1:3      |
| Německo            | 1:4    | Francie           | 0:0      | 1:4      |
| Španělsko          | 4:2    | Česko             | 2:1      | 2:1      |
| Portugalsko        | 1:2    | Itálie            | 1:0      | 0:2      |

- Na olympijské hry se kvalifikovaly týmy:
  - Postupující do semifinále:  Francie,  Itálie,  Španělsko (Skotsko se nemohlo kvalifikovat, protože není členem Mezinárodního olympijského výboru samostatně, ale jako Velká Británie)
  - Nejlepší z poražených čtvrtfinalistů:  Maďarsko (3 body, skóre 3:4)
  - Druhý nejlepší z poražených čtvrtfinalistů –  Portugalsko (3 body, skóre 1:2)

### Semifinále
| Tým #1  | Výsledek | Tým #2    |
| ------- | -------- | --------- |
| Skotsko | 1:2      | Španělsko |
| Itálie  | 1:0      | Francie   |

### O 3. místo
| Tým #1  | Výsledek | Tým #2  |
| ------- | -------- | ------- |
| Skotsko | 0:1      | Francie |

### Finále
| Tým #1 | Výsledek       | Tým #2    |
| ------ | -------------- | --------- |
| Itálie | 1:1 5:4 (pen.) | Španělsko |